# 第30號鋼琴奏鳴曲 (貝多芬)
E大調第30號鋼琴奏嗚曲，作品編號109，是路德维希·范·贝多芬的鋼琴奏鳴曲，創作於1820年，是他晚期最後三首鋼琴奏鳴曲中的第一首。作品題獻給貝多芬的好友安東妮·布倫塔諾的女兒密斯米蘭·布倫塔諾。過往貝多芬在1812年、密斯米蘭10歲生日時，亦曾將《為鋼琴三重奏而寫的小快板》題獻給她，以作為生日禮物。
全曲演奏時間約為19至22分鐘。

## 歷史背景

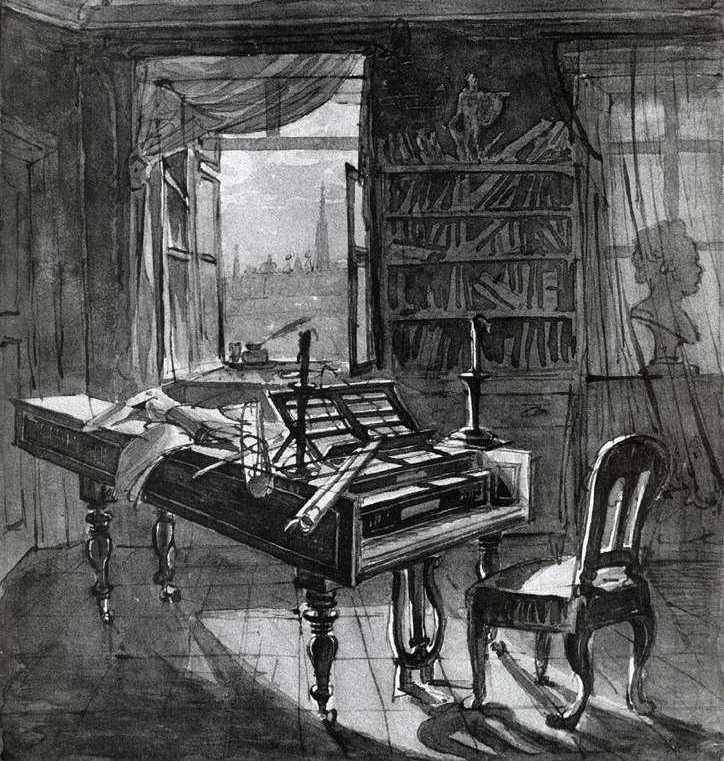
約翰·尼波穆克·霍赫勒的名作「貝多芬的琴室」（1827年）

本奏鳴曲的創作可以追朔至1820年初，當時貝多芬正與柏林的出版商施萊辛格相談有關本曲、第31號及第32號三首作品的出版安排及條件。後來的一些學術研究發現了指揮家兼作曲家費特歷·史塔克當時也請求貝多芬為他的鋼琴曲集《維也納鋼琴學校》提供作品。這時，貝多芬正同時忙於創作《莊嚴彌撒曲》，因此便把奏鳴曲的創作暫時放置在一旁，而钬最後也為史塔克交付了5首音樂小品—亦即是作品119的第7至11首。

### 風格

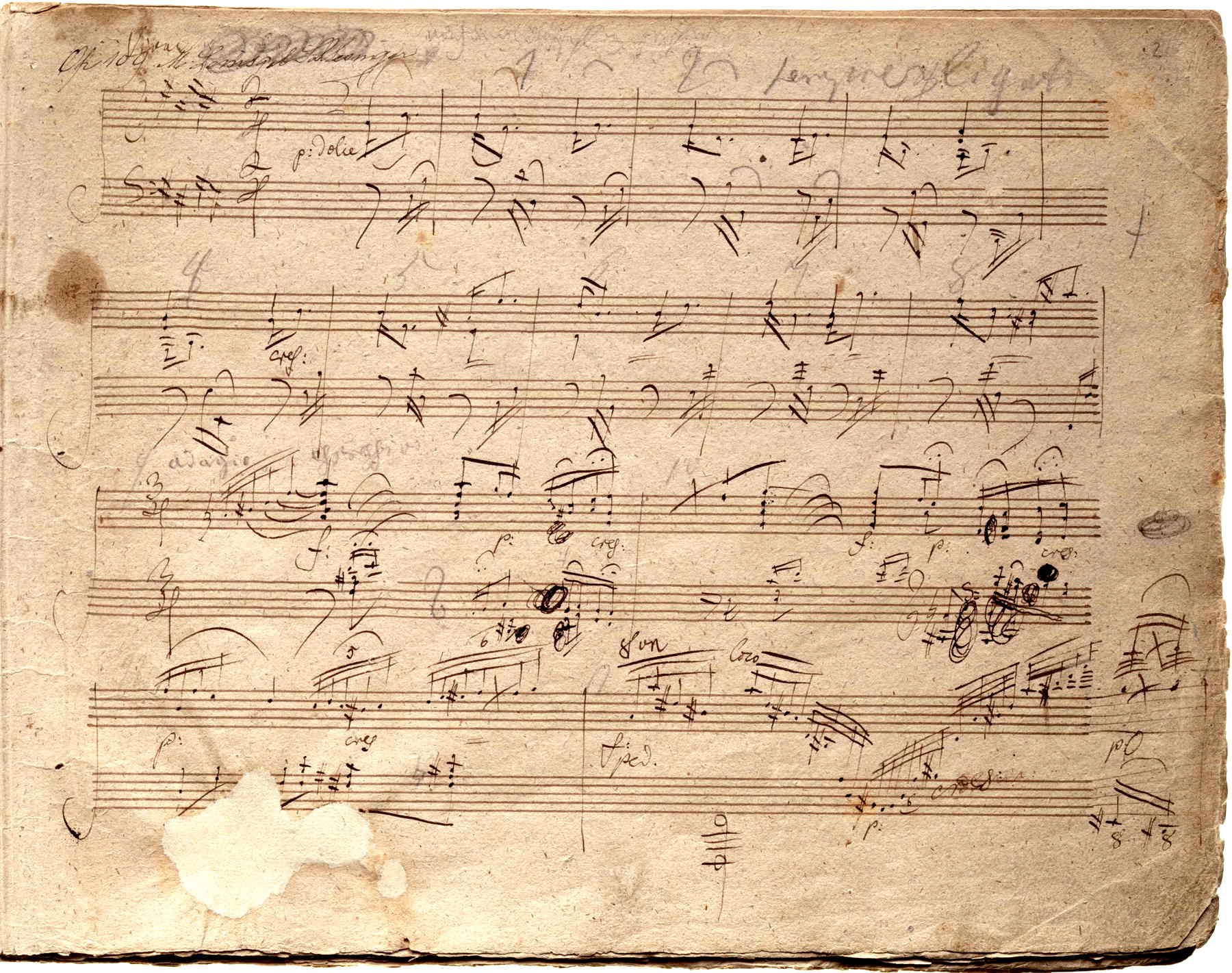
第一樂章開首的手稿。

美國學者威廉·梅雷迪思（William Meredith）指出在貝多芬於1820年4月的對話錄中，記述過他正創作「一首新的小作品」，所指的應該是第一樂章部份。至於樂章的大綱，是否就跟作品119的「音樂小品」有所關連，梅雷迪思則持懷疑的態度。貝多芬的秘書弗朗茨·奧利瓦（Franz Oliva）據稱向貝多芬建議利用這些小片段作為奏鳴曲的開始部份。至於德國的學者西加德·勃蘭登堡則認為貝多芬最初只打算創作一首只有兩個樂章的e小調奏鳴曲，第一樂章原本並不存在，而當中有部份在後面樂章出現的音樂動機，與第一樂章拉上了關係，也是屬於及後才出現的，但相關的想法，過往曾被首位專門研究貝多芬生平的學者暨圖書館員亞歷山大·泰耶所否定。泰耶當年認為，有關的「e小調奏鳴曲」並未有真正的開展出來，因此沒有理由支持它與第30號鋼琴奏鳴曲有任何關連。
在第三樂章中，貝多芬的草稿原本是擬定為六個變奏的變奏曲，後來又修訂為九個變奏，最終的初稿則維持最初的六個變奏。後來有學者研究及比對過九個變奏的草稿，發覺九個變奏版本中各變奏的音樂風格和差異，還不及六個變奏版本的最後定稿般豐富:226。而澳洲學者基·德雷福斯（Kay Dreyfus）則表示這個變奏曲代表了「把主題重新地發現和探索」:194。

### 出版及發行
關於作品的完成日期，大約介於1820年的秋季或1821年。之前在1820年，貝多芬在回覆發行商的信件中，他表示了作品「已完成」（Fertigstellung），但仍無從得知他所指的「已完成」的真正意思是甚麼。現存最早出版的版本，是1821年由柏林的出版商施萊辛格（Schlesinger）的版本，不過當中卻出現大量的錯誤—或許最大的原因是貝多芬把一份十分難於閱讀、且事前沒有認真校對過的手抄版本送至出版商所致。

### 首演
樂曲的首演已經無法考證，但是李斯特卻是其中一位把這首作品帶給觀眾們的注意。在1830年至1840年期間，李斯特皆會定期把作品公演，而另一位鋼琴家漢斯·馮·彪羅也曾將多首貝多芬的晚期鋼琴奏鳴曲安排於一晚內演奏。

## 樂曲結構
本奏鳴曲共有三個樂章，分別是：
- 第一樂章：不太過份的活潑快板，持續連奏（Vivace ma non troppo, Sempre legato）—富有感情的慢板（Adagio espressivo），
 及
- 第二樂章：最急板（Prestissimo），
- 第三樂章：滿滿的歌聲，最貼心的感覺（Gesangvoll, mit innigster Empfindung）—如歌及富有感情的行板（Andante molto cantabile ed espressivo）。主題及六個變奏：

- 主題：

- 第一變奏：富感情地（Molt espressivo），

- 第二變奏：輕快活潑地（Leggieramente），

- 第三變奏：活潑的快板（Allegro vivace），

- 第四變奏：比主題稍慢的演奏（Etwas Langsamer, als das Thema, Un poco meno andante cio e un poco più adagio come il tema），

- 第五變奏：不太過份的快板（Allegro, ma non troppo），
- 第六變奏：依主題時的速度（Tempo primo del tema），
 為主,中間插入少量 

## 外部連結
- 美國國會圖書館館藏貝多芬的《第30號鋼琴奏鳴曲》的手稿 （页面存档备份，存于）
- 波恩貝多芬之家有關《第30號鋼琴奏鳴曲》資料 （页面存档备份，存于）（德文）
- 希夫·安德拉斯談論貝多芬的《第30號鋼琴奏鳴曲》 （页面存档备份，存于）
- 貝多芬《第30號鋼琴奏鳴曲》：国际乐谱典藏计划上的乐谱
- 阿尔弗雷德·布伦德尔對貝多芬作品的講解
- 帕福利·江珀潘恩（Paavali Jumppanen）於伊莎貝拉嘉納藝術博物館內的演奏版本
- 贝多芬《第30号钢琴奏鸣曲》创作历程的介绍及对音乐内容的评论（英文）